# Berezovka (Tula)
|  | Per a altres significats, vegeu «Berezovka». |

Berezovka (en rus: Березовка) és un poble de l'óblast de Tula, a Rússia, segons el cens del 2010 tenia 9 habitants.